# Dave Florek
Dave Florek (* 19. Mai 1953 in Dearborn, Michigan) ist ein US-amerikanischer Schauspieler.

## Karriere
Florek begann seine Karriere 1985 mit einer Gastrolle als Polizeibeamter in einer Doppelfolge der Seifenoper Another World. Einige weitere Fernsehrollen folgten, sein Leinwanddebüt hatte er 1989 in Ghostbusters II in einer Statistenrolle. Seine Spielfilmauftritte blieben rar, unter anderem war er in Die blonde Versuchung, Hidalgo – 3000 Meilen zum Ruhm und Priest zu sehen. In Fernsehproduktionen war er weit häufiger gebucht. In der Fernsehserie Grace spielte er zwischen 1993 und 1998 die Rolle des Vic. 2004 bis 2007 war er als Lehrer Mr. Chopsaw in 16 Episoden von Neds ultimativer Schulwahnsinn zu sehen. Daneben trat er in zwei Fernsehwerbespots des Automobilherstellers Audi auf.
Neben seiner Arbeit vor der Kamera synchronisierte er mehrere Videospiele, unter anderem sprach er William Stryker in X-Men Origins: Wolverine.

## Filmografie (Auswahl)

### Film
- 1989: Ghostbusters II
- 1989: Von Bullen aufs Kreuz gelegt (An Innocent Man)
- 1991: Die blonde Versuchung (The Marrying Man)
- 2004: Hidalgo – 3000 Meilen zum Ruhm (Hidalgo)
- 2011: Priest

### Fernsehen
- 1987: Der Equalizer (The Equalizer, eine Folge)
- 1989: Columbo: Black Lady (Sex and the Married Detective, eine Folge)
- 1990: Rauchende Colts: Der letzte Apache (Gunsmoke: The Last Apache, Fernsehfilm)
- 1990–1992: Der Prinz von Bel-Air (The Fresh Prince of Bel-Air, 4 Folgen)
- 1991: MacGyver (Folge 7x04)
- 1991: Eine schrecklich nette Familie (Married... with Children, eine Folge)
- 1993–1998: Grace (41 Folgen)
- 1996: Ellen (eine Folge)
- 1997: Seinfeld (eine Folge)
- 1998: Dharma & Greg (eine Folge)
- 2000: X-Factor: Das Unfassbare (Beyond Belief: Fact or Fiction, eine Folge)
- 2001: The Amanda Show (eine Folge)
- 2002: Die wilden Siebziger (That ’70s Show, eine Folge)
- 2002: Crossing Jordan – Pathologin mit Profil (Crossing Jordan, eine Folge)
- 2003: King of Queens (eine Folge)
- 2004–2007: Neds ultimativer Schulwahnsinn (Ned’s Declassified School Survival Guide, 16 Folgen)
- 2005: Without a Trace – Spurlos verschwunden (Without a Trace, eine Folge)
- 2009: CSI: Den Tätern auf der Spur (CSI: Crime Scene Investigation, eine Folge)
- 2017–2018: Young Sheldon (zwei Folgen)
- 2021: Navy CIS (eine Folge)
- 2023: Seattle Firefighters: Die jungen Helden (Station 19, eine Folge)